# Mária Bartalos
Mária Bartalos, rozená Mária Havranová (* 22. června 1994, Čajkov) je slovenská herečka.
Vystudovala hudebně-dramatické umění na Soukromé konzervatoři v Nitře. Od roku 2017 je členkou Radošinského naivného divadla, účinkovala také ve Slovenském národném divadle.
V roce 2018 se provdala za Adriana Bartalose, se kterým má syna Noela.
Dne 13. 9. 2021 se jí narodil druhý syn Jonatán.

## Televize

### Televizní seriály
- Panelák
- Aféry
- Pod povrchem
- Kukučka
- Inspektor Max
- Oteckovia

### Filmy
- 2016: U štrbavého slona
- 2018: Backstage
- 2019: Trhlina
- 2019: Na střeše

## Divadlo

### Radošinské naivné divadlo
- Stanislav Štepka: Jááánošííík po tristo rokoch

### Slovenské národné divadlo
- Ján Palárik: Zmierenie alebo Dobrodružstvo pri obžinkoch